# NGC 2300
NGC 2300 је елиптична галаксија у сазвежђу Цефеј која се налази на NGC листи објеката дубоког неба.
Деклинација објекта је + 85° 42' 33" а ректасцензија 7h 32m 20,3s. Привидна величина (магнитуда) објекта NGC 2300 износи 11,1 а фотографска магнитуда 12,1. Налази се на удаљености од 35,841 милиона парсека од Сунца. NGC 2300 је још познат и под ознакама UGC 3798, MCG 14-4-31, CGCG 362-43, KCPG 127B, CGCG 363-29, ARP 114, PGC 21231.